# Kinimba
Kinimba är ett vattendrag i Burundi.   Det ligger i provinsen Makamba, i den södra delen av landet, 90 kilometer söder om huvudstaden Bujumbura.
Omgivningarna runt Kinimba är huvudsakligen savann. Runt Kinimba är det ganska tätbefolkat, med 149 invånare per kvadratkilometer.